# Franz Allmer
Franz Xaver Heinrich Josef Allmer (* 3. November 1916 in Graz; † 30. Oktober 2008 ebenda) war ein österreichischer Geodät.

## Leben und Wirken
Franz Allmer wurde am 3. November 1916 in Graz als Sohn des Grazer Sparkassenbeamten Franz Allmer (* 22. November 1876; † ?) und dessen Ehefrau Aurelia Leopoldine (* 14. Oktober 1887; † ?; geborene Bauer) geboren und noch am selben Tag auf den Namen Franz Xaver Heinrich Josef getauft. In seiner Heimatstadt besuchte er die Volksschule und danach das Realgymnasium der Marienbrüder. Am 25. Mai 1926 wurde er – damals erst neun Jahre alt – in Graz gefirmt. Nach seiner Matura im Jahr 1936 begann er als Werkstudent das Studium des Vermessungswesens an der Technischen Hochschule Graz, das er jedoch aufgrund seines Kriegsdienstes im Zuge des Zweiten Weltkriegs ab 1940 unterbrechen musste. In weiterer Folge war er fünf Jahre lang als Sanitäter bzw. Sanitätswagenfahrer an der Front in Frankreich, Leningrad und zuletzt in den Ardennen, sowie ein Jahr lang in amerikanischer Kriegsgefangenschaft. Aus dieser Zeit stammt auch das im Jahr 2011 von Werner Ablasser und Marieluise Vesulak von der TU Graz überarbeitete und herausgegebene Kriegstagebuch Franz Allmer 1941–1945. Kurz vor seiner Entsendung an die Front wurde am 5. Juli 1940 seine Ehe mit Erna Droscha geschlossen; die kirchliche Trauung fand am 31. Juli 1940 in der Herz-Jesu-Kirche in Graz-St. Leonhard statt. Nach seiner Heimkehr schloss er sein Studium im Juni 1946 an der Technischen Hochschule Wien ab und begann bereits kurz nach dem Studienabschluss seine Berufslaufbahn im Bundesamt für Eich- und Vermessungswesen (BEV). Nach der Scheidung der ersten Ehe heiratete er am 25. September 1948 in zweiter Ehe im Grazer Dom Irene Merg (geborene Grosslercher).
Von 1946 bis 1961 war er der Leiter des Vermessungsamtes in Spittal/Drau, danach von 1961 bis 1965 der Leiter des Vermessungsamtes in Deutschlandsberg und schließlich von 1966 bis 1971 der Leiter des Vermessungsamtes in seiner Heimatstadt Graz, ehe er mit 1. Jänner 1972 zum Vermessungsinspektor für Kärnten und Steiermark bestellt wurde. In dieser Funktion war Allmer bis zu seiner Pensionierung Ende des Jahres 1981 tätig und fungierte bereits während seiner Berufstätigkeit im BEV von 1970 bis 1981 als Lehrbeauftragter für Kataster an der TU Graz. Bis kurz vor seinem Tod lehrte Allmer, der ein besonderes Interesse an der Gauß-Forschung hatte, hier auch die Geschichte des Vermessungswesens. Nach seiner Pensionierung hatte Allmer ab 1982 noch viele Jahre als Chronist und Archivar für Geodäsie an der TU Graz gewirkt. Zeitlebens kam er auf über 200 Publikationen und Vorträge. Von ihm stammt unter anderem auch eine als „ungemein wertvolle“ bezeichnete Dokumentation über namhafte Geodäten mit Lebensdaten von über 1350 erfassten Personen aus der Zeit von 1800 bis 1980. Im Laufe seines langen Wirkens wurde Allmer aufgrund seiner Arbeit vielfach geehrt und ausgezeichnet. 1980 erhielt er das Große Ehrenzeichen für Verdienste um die Republik Österreich, war zudem Träger des Großen Ehrenzeichens für besondere Verdienste um das Land Steiermark, sowie Träger des Österreichischen Ehrenkreuzes für Wissenschaft und Kunst I. Klasse. Nachdem er 1991 bzw. 1992 zum Ehrenbürger der TU Graz ernannt worden war, erfolgte im Jahr 1995 die Ernennung zum Honorarprofessor. Von der TU Wien wurde er 1996 mit dem Goldenen Ingenieurdiplom ausgezeichnet; 2005 erhielt er von selbiger Institution das Eiserne Ingenieurdiplom verliehen. Außerdem trug er den Ehrentitel Hofrat. Bereits zu seinen Lebzeiten hatte Allmer seinen Vorlass dem Archiv der TU Graz übergeben.
Wenige Tage vor seinem 92. Geburtstag starb Allmer am 30. Oktober 2008 in Graz.

## Werke
- Das Studium des Vermessungswesens in Graz 1811 – 1983, Technische Universität, Graz, 1984. OCLC 252429965
- Simon Stampfer 1790 – 1864 ; ein Lebensbild, Geodätisches Institut, Graz, 1996. OCLC 246597149
- Die Technik in Graz : aus Tradition für Innovation, Böhlau, Wien, 1999. OCLC 41877722
- Josef Wastler (1831 – 1899) ; Professor für Geodäsie an der Technischen Hochschule Graz (1858 – 1899), Geodätisches Institut, Graz, 2001. OCLC 216629770